# Strój huculski

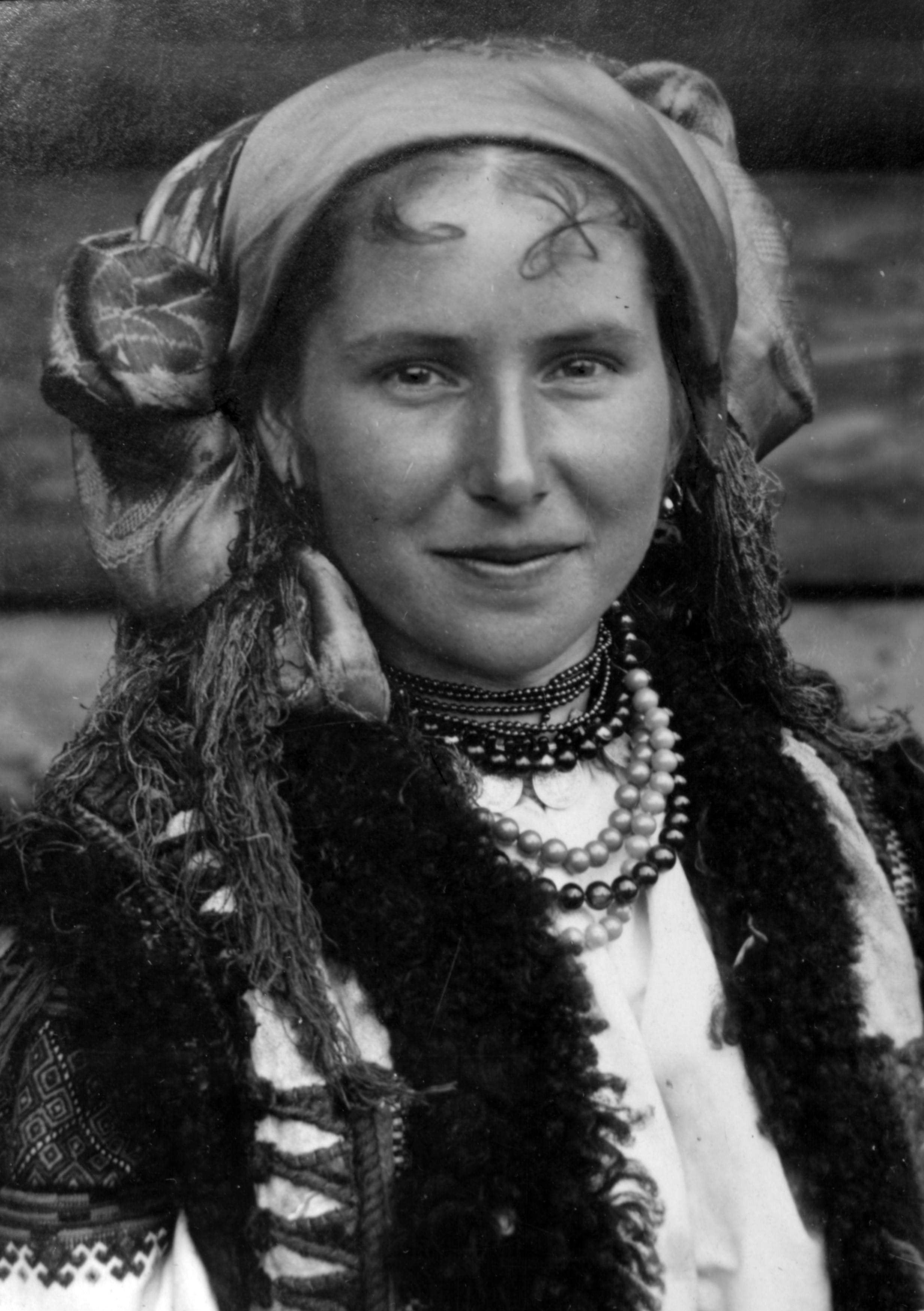
Huculska kobieta na zdjęciu z lat 30. XX wieku

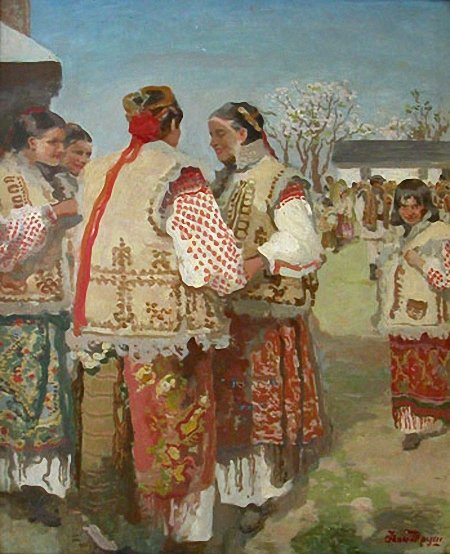
Huculskie dziewczęta w pobliżu cerkwi na obrazie Iwana Trusza z I poł. XX wieku

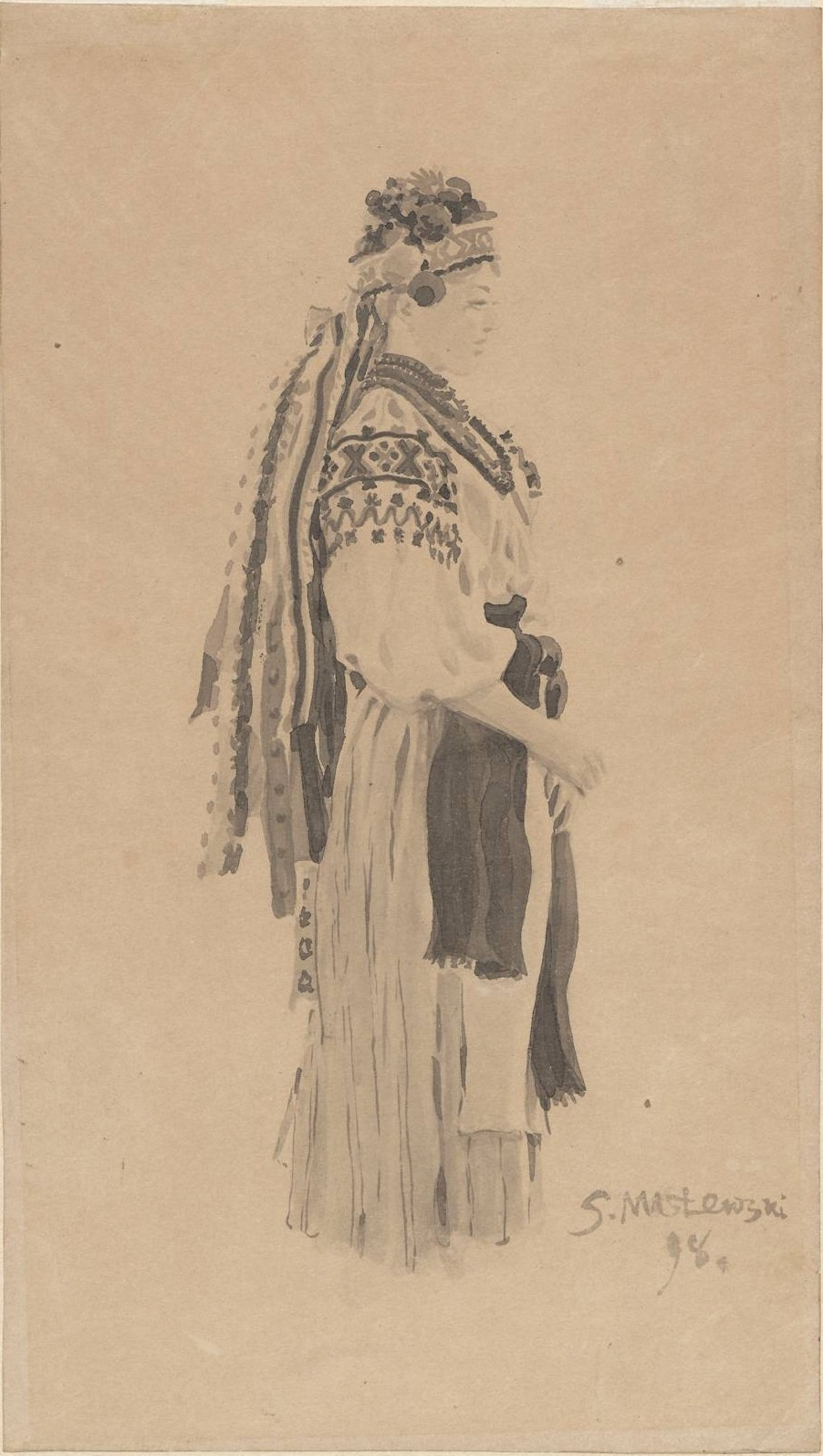
Szkic kobiety w ludowym stroju huculskim, 1884, Rysunek tuszem Stanisława Masłowskiego

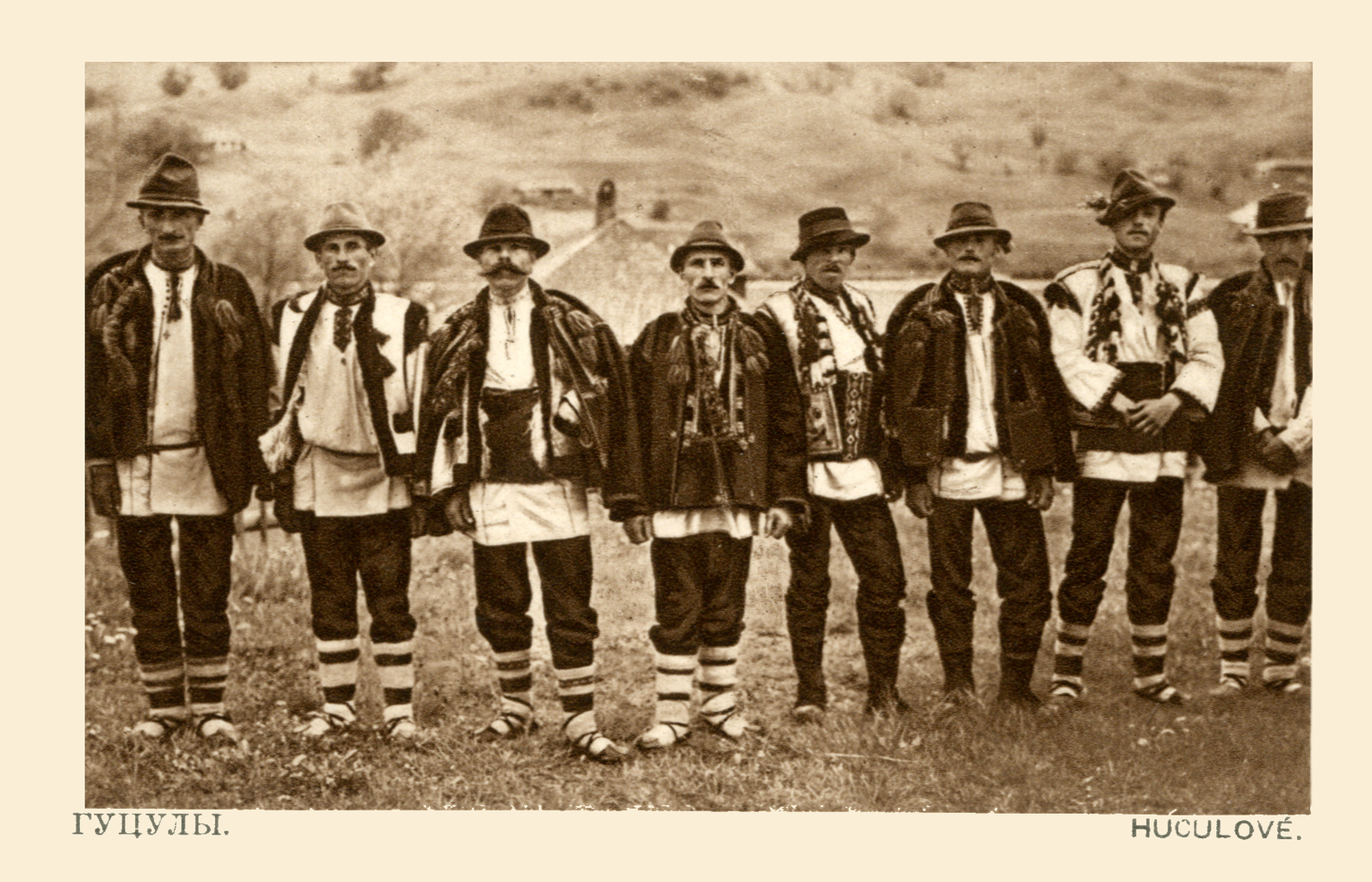
Huculscy mężczyźni na fotografii z 1920 roku

Strój huculski – strój ludowy górali zamieszkujących Karpaty wschodnie, zwanych Hucułami. Ludowy strój Huculszczyzny wykształcił się pod wpływem pasterskiej kultury wołoskiej. Można odnaleźć w nim wiele cech wspólnych dla grup etnicznych łuku Karpat.

## Strój męski

### Kapelusz

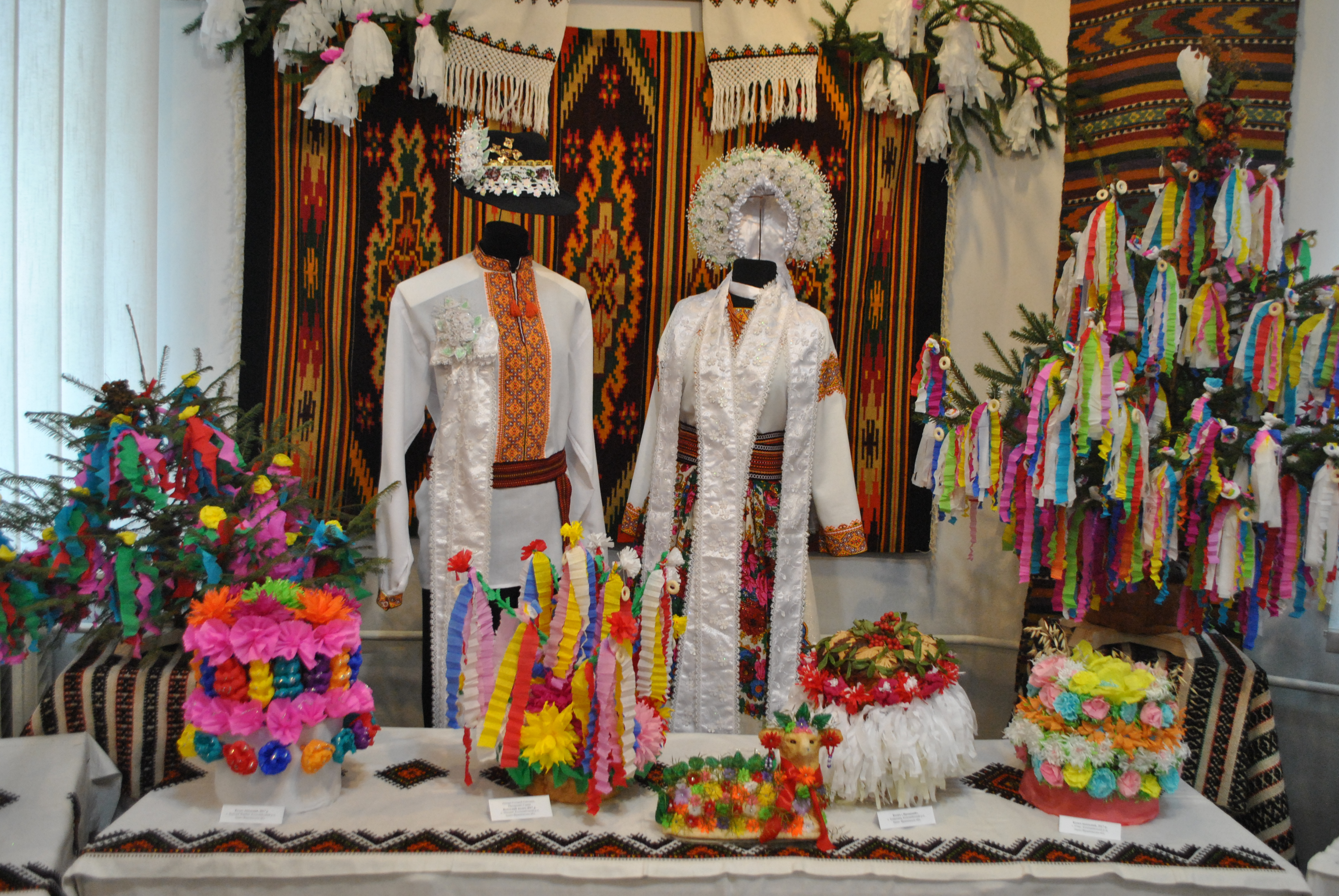
Weselne stroje huculskie na wystawie w muzeum w Kołomyi

Ukr. kresania, wykonywany z czarnego filcu, często impregnowany przed wilgocią tłuszczem zwierzęcym. Kapelusze odświętne często ozdabiano, denko obwiązywano galonem, mosiężną blachą, różnokolorowymi sznurkami. Krój współczesnych kapeluszy różni się od  form historycznych. Denko jest usztywnione, osadzone na wysokiej główce, rondo straciło długość obwodu. Charakterystyczną cechą współczesnych kapeluszy jest ozdobna taśma z włóczki o jaskrawych barwach z dodatkiem pomponów i cekinów.

### Koszula
Archaiczne XIX-wieczne koszule posiadały krój poncho podłużnego z doszywanymi rękawami, które wszywano nad nadgarstkiem w oszewkę – wąski mankiet tzw. dudę. Na piersiach koszule posiadały rozcięcie, zakończone pod szyją stójką, którą wiązano za pomocą wełnianych sznureczków, zakończonych pomponikami. Zarówno historyczne, jak i współczesne koszule posiadają zdobiny: na mankietach, na stójce, a także na płaszczyźnie wokół rozcięcia. Wyszycia męskich koszul, podobnie jak kobiecych, zmieniały się w zależności od mód historycznych, a także inwariantów regionalnych. Najstarszymi haftami są tzw. hafty liczone, których wzór dyktowała struktura tkaniny. Do najpopularniejszych motywów zdobniczych należą zgeometryzowane figury, motywy roślinne lub zoomorficzne. Współczesne koszule męskie posiadają hafty maszynowe, które naszywa się na koszulę, nie są wykonywane na niej bezpośrednio. Częstym zabiegiem jest wszywanie suwaka w przednie rozcięcie koszuli.

### Keptar
Rodzaj krótkiego bezrękawnika zakładany na koszulę. Keptary szyte były z naturalnych skór owczych, z włosiem od spodu. Wierzchnią część keptara często zdobiono licową skórą cielęcą, na brzegach wykończenia stanowiły wypusty z wełny. Prawie cała powierzchnia przodów keptara była ozdobiona szlakami haftów z włóczki tzw. sosniwką,  w szlaki wszywano również cekiny i przeplotkę skórzaną. Zdobienia uzupełniały safianowe, czerwone i zielone, zgeometryzowane ornamenty wykonane techniką aplikacji. Keptary noszone były zarówno przez mężczyzn i kobiety i nie odbiegały znacznie od siebie pod względem zdobień.

### Serdak
Sierak, kurtka sukienna, huculski odpowiednik guni. Występował w kolorach czerwonym kraszniak, brązowym i czarnym. Posiadał krój poncha podłużnego, z przyszytymi rękawami, z trapezowatymi klinami wszytymi po bokach. Serdaki bez klinów przylegały ciasno przy biodrach - zwano je bajbarakami. Posiadały wiele odmian regionalnych. Zdobione haftem z włóczki w szlaki szamerunku, pętlic, przeszyć, obszyć. W rogach poł ozdabiany wyszyciami w formie drzewek życia. Serdaki zdobiły ponadto pompony zwane chwastami.

### Spodnie

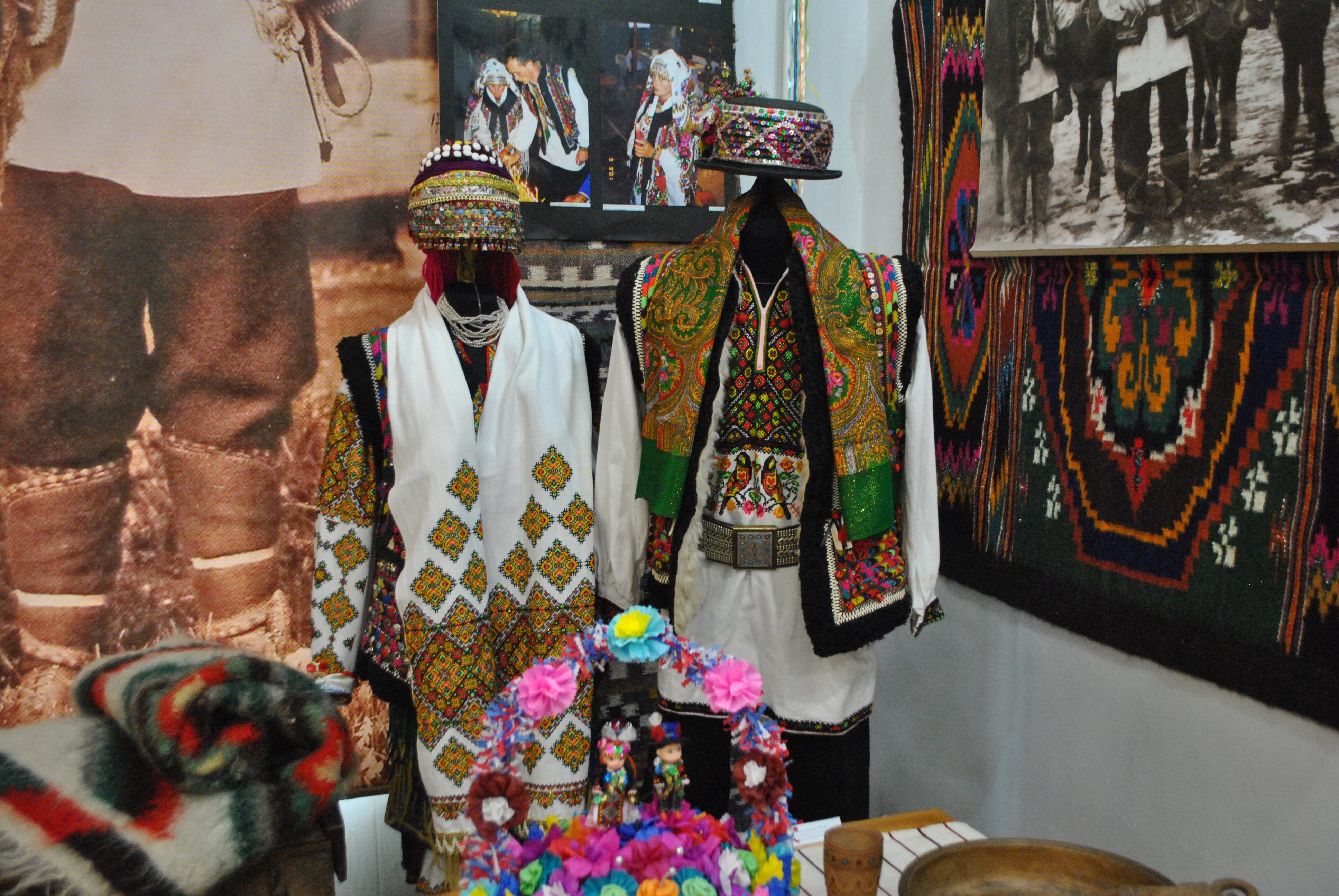
XX-wieczne stroje huculskie weselne

Archaiczne XIX-wieczne spodnie porkyneci huculskie szyto z białego płótna. Spodnie najczęściej opisywane w literaturze etnograficznej  to kraszanyci – wykonywane z czerwonego sukna, lub czarne chołoszni zwane także haczi. Krój spodni składał się z dwóch płatów sukna tworzących nogawice. Z przodu nogawice rozdzielał rozpur koczerha. Do połowy XIX wieku wszystkie spodnie szyte były do pasa – oczkura wykonywanego ze skręconego sznura lub rzemienia. Kolorystyka haftu, który przykrywał szwy, zarówno w spodniach czerwonych jak i czarnych była podobna: dominował kolor żółty, czerwony, pomarańczowy i różowy. Spodnie od dołu wywijano na wysokość około 15 cm, lub owijano onucami sukiennymi.

### Postoły
Rodzaj kierpców skórzanych. Na przełomie XIX/XX wieku postoły nie były zdobione, wiązano je za pomocą długich rzemieni.  W latach 20./30. XX wieku zmienia się krój kierpców, zaczęto je zdobić puncowaniem – wyciskaniem ornamentów. Innym rodzajem obuwia były czoboty – wysokie buty skórzane, których cholewy układały się harmonijkę.

#### Galeria - obiekty z kolekcji Muzeum Huculszczyzny i Pokucia w Kołomyi

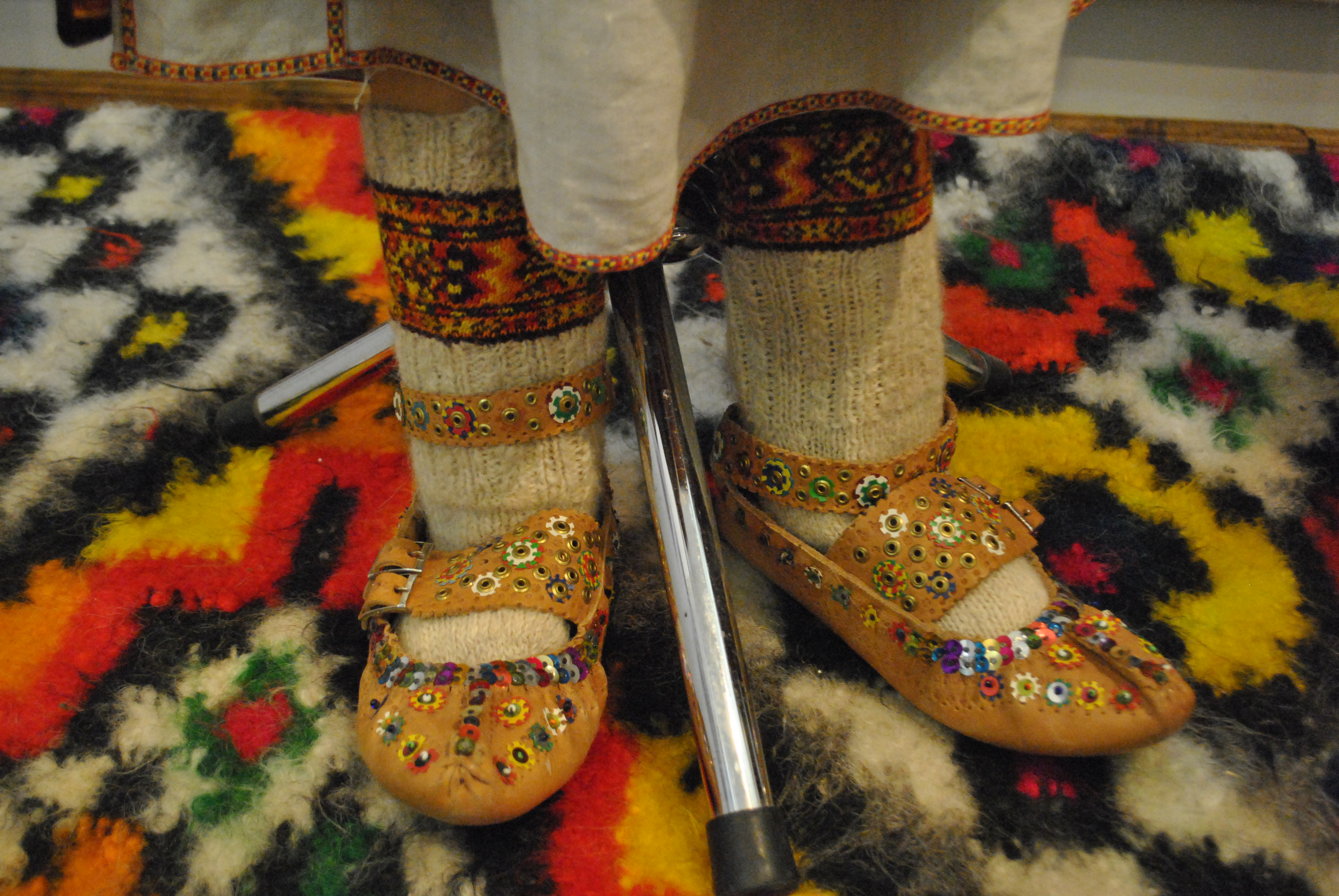
Skarpety i kierpce, XX w.
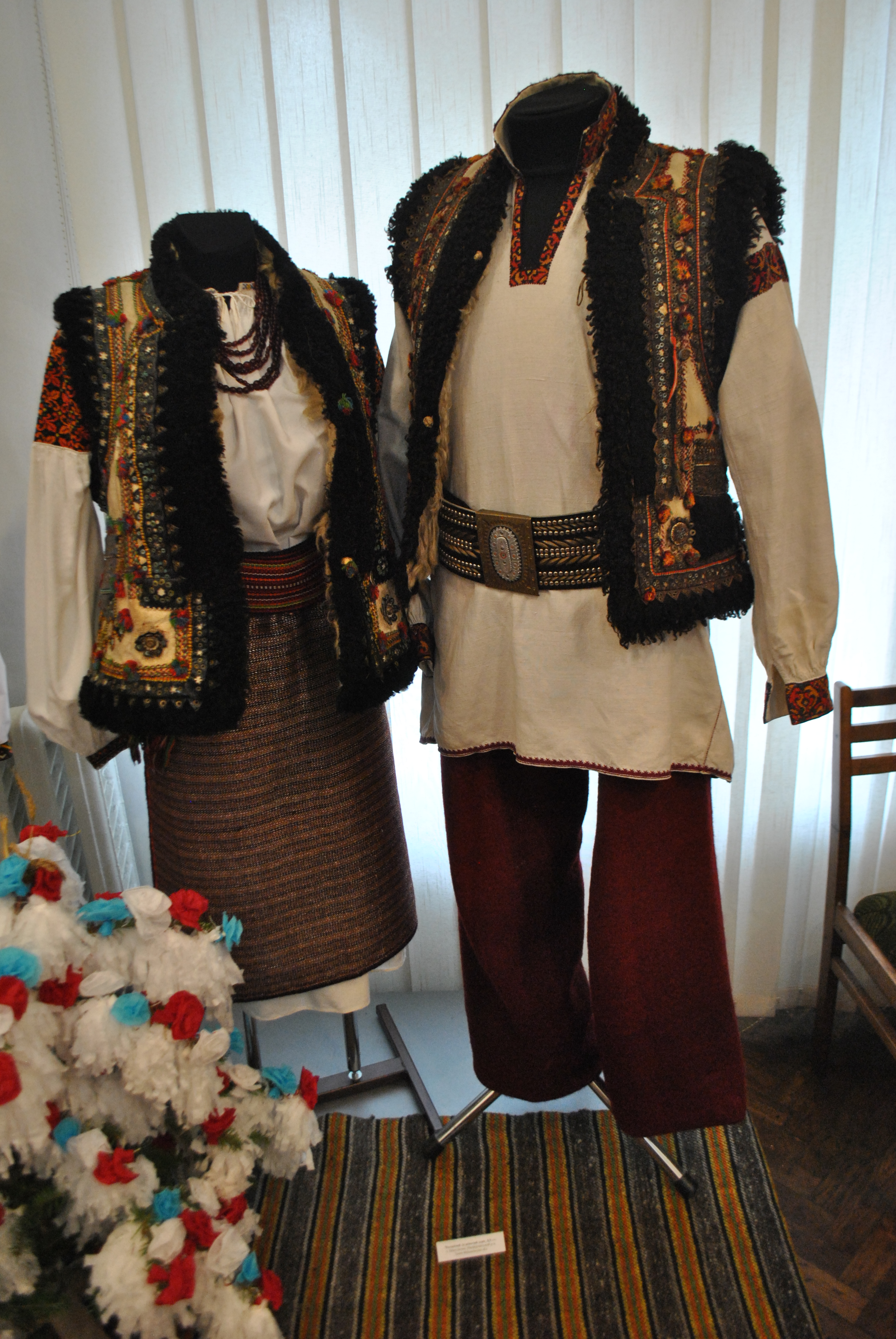
Stroje ślubne - XX wiek, Mikuliczyn
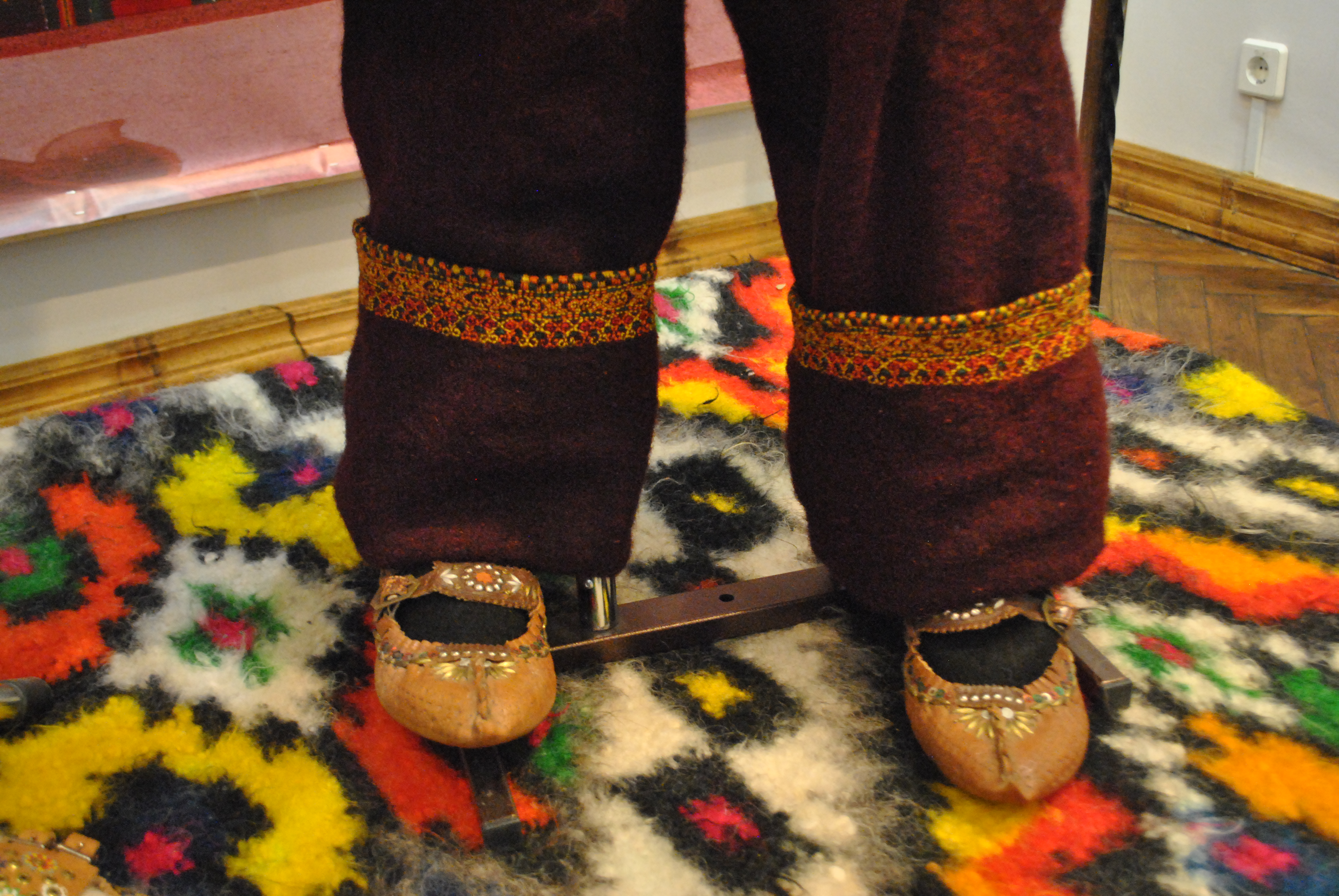
Spodnie i kierpce - XX w.
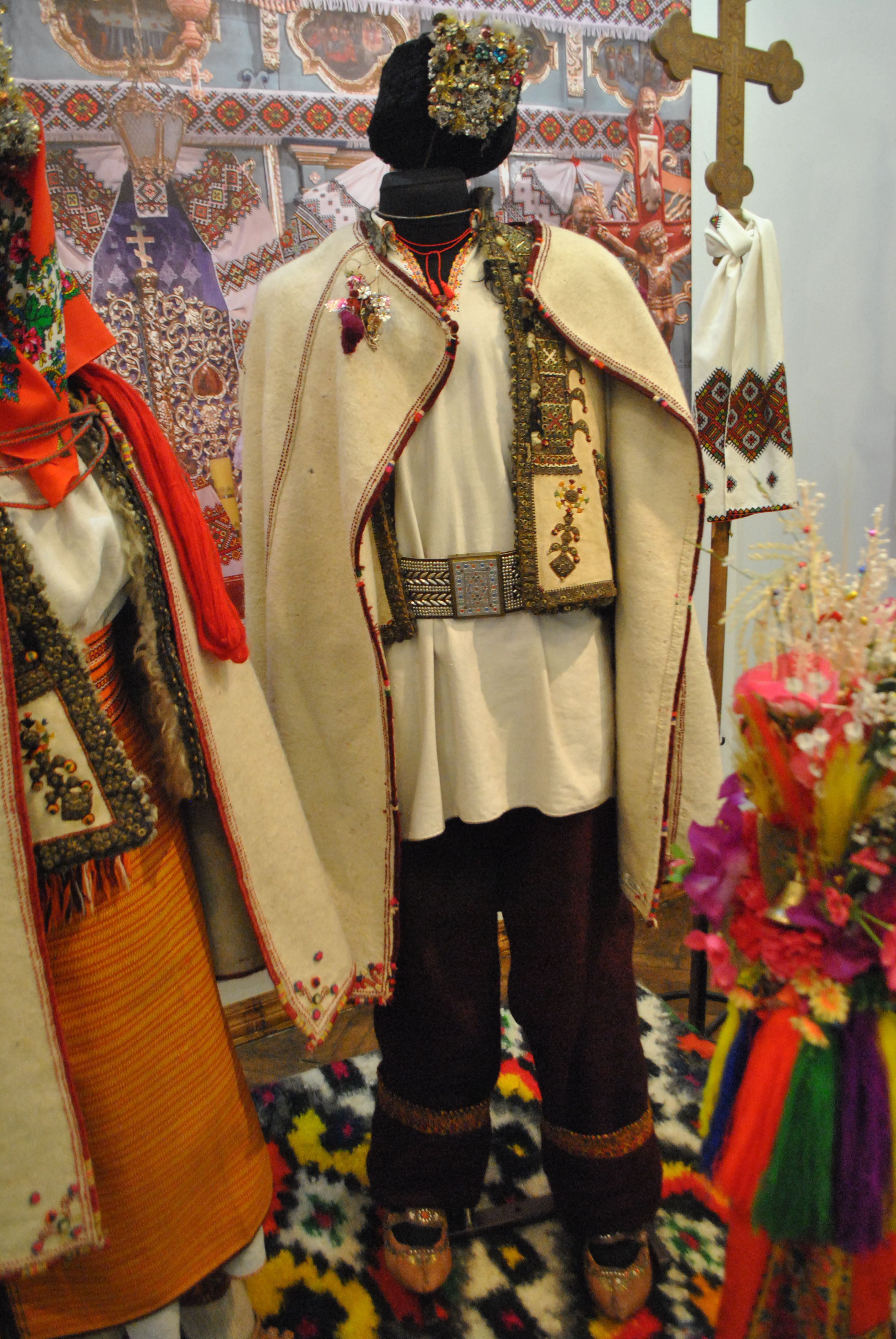
Męski strój ślubny, XX w.
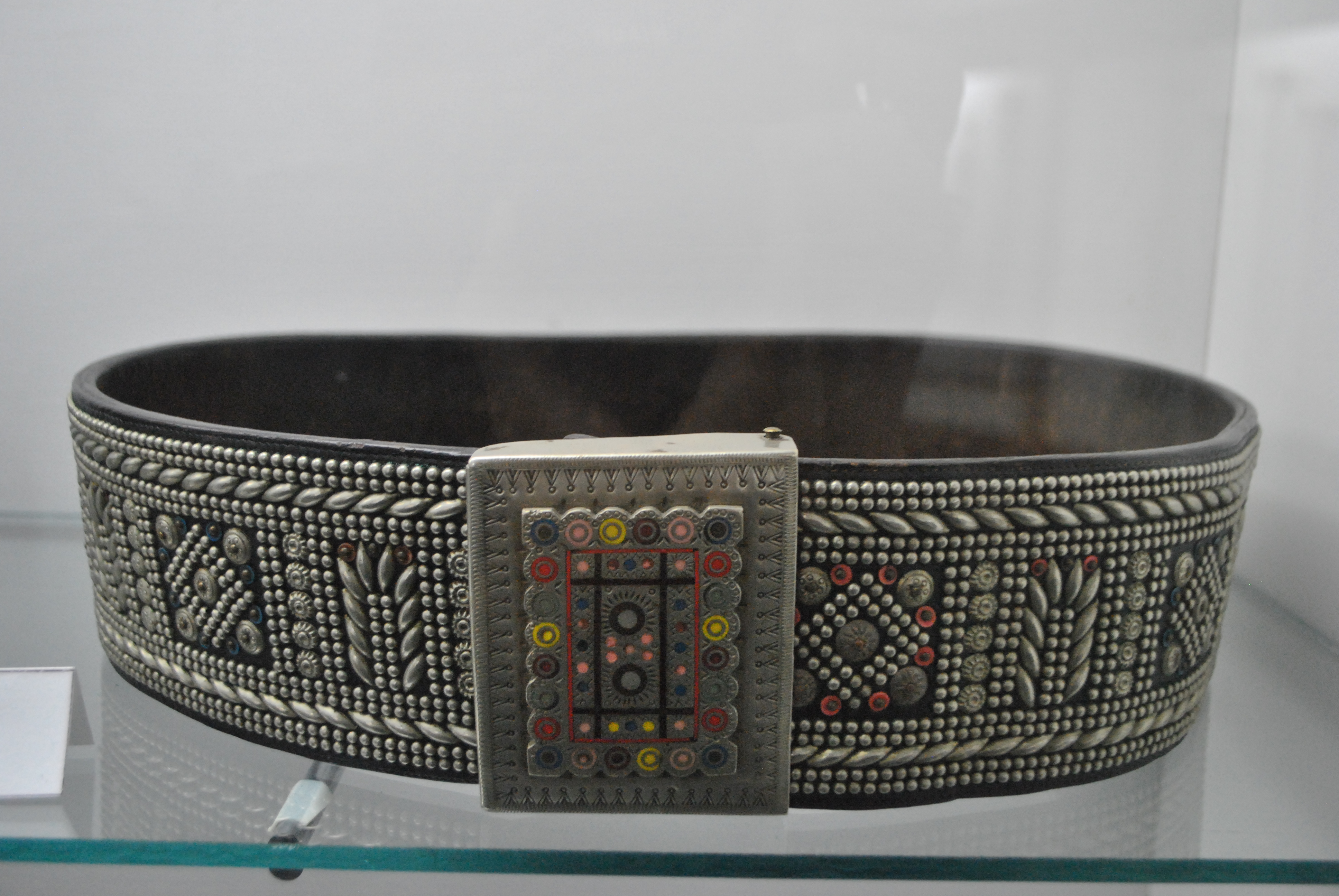
Pas - 1930 r.
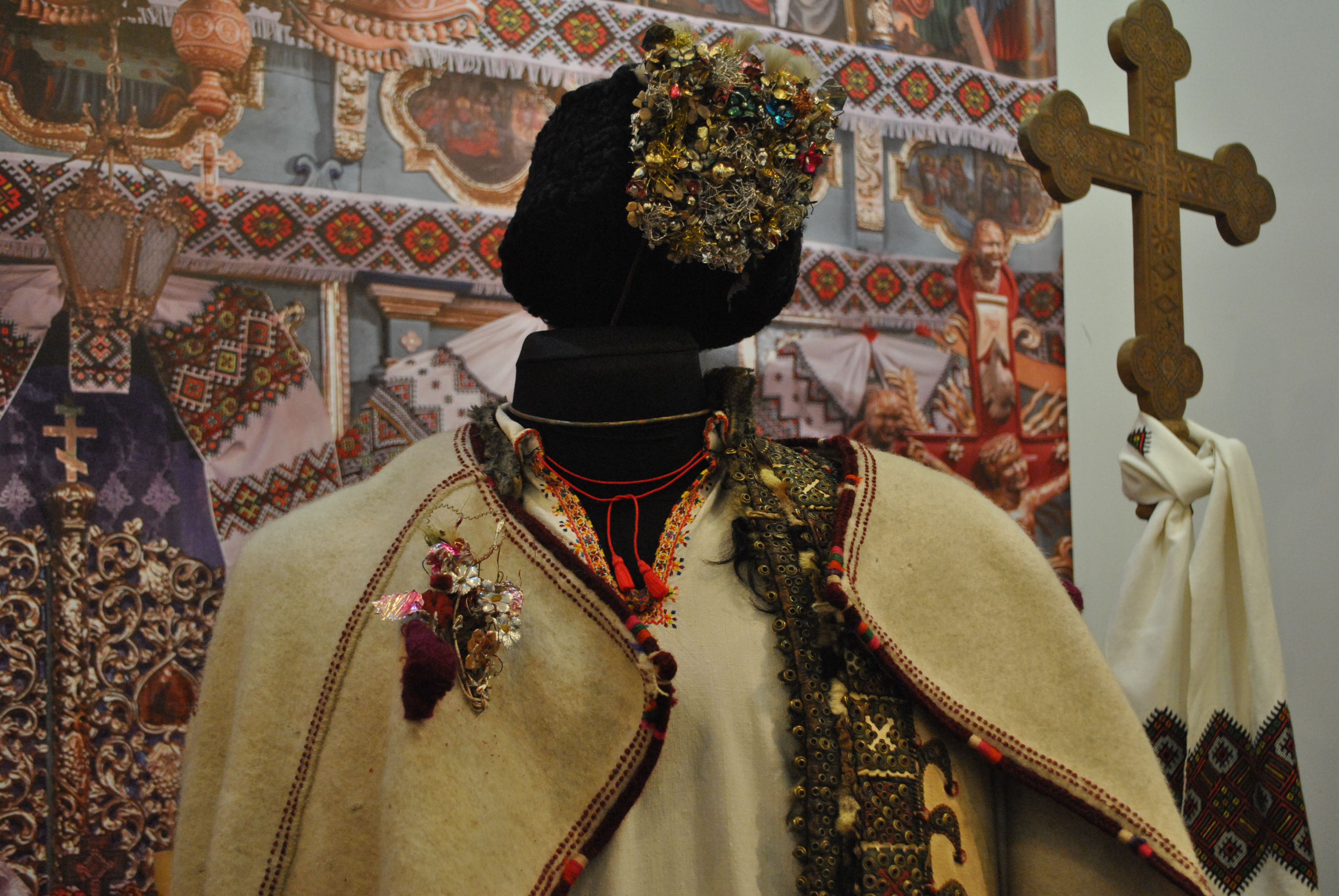
Strój męski ślubny z Kosmacza - detal, XX w.
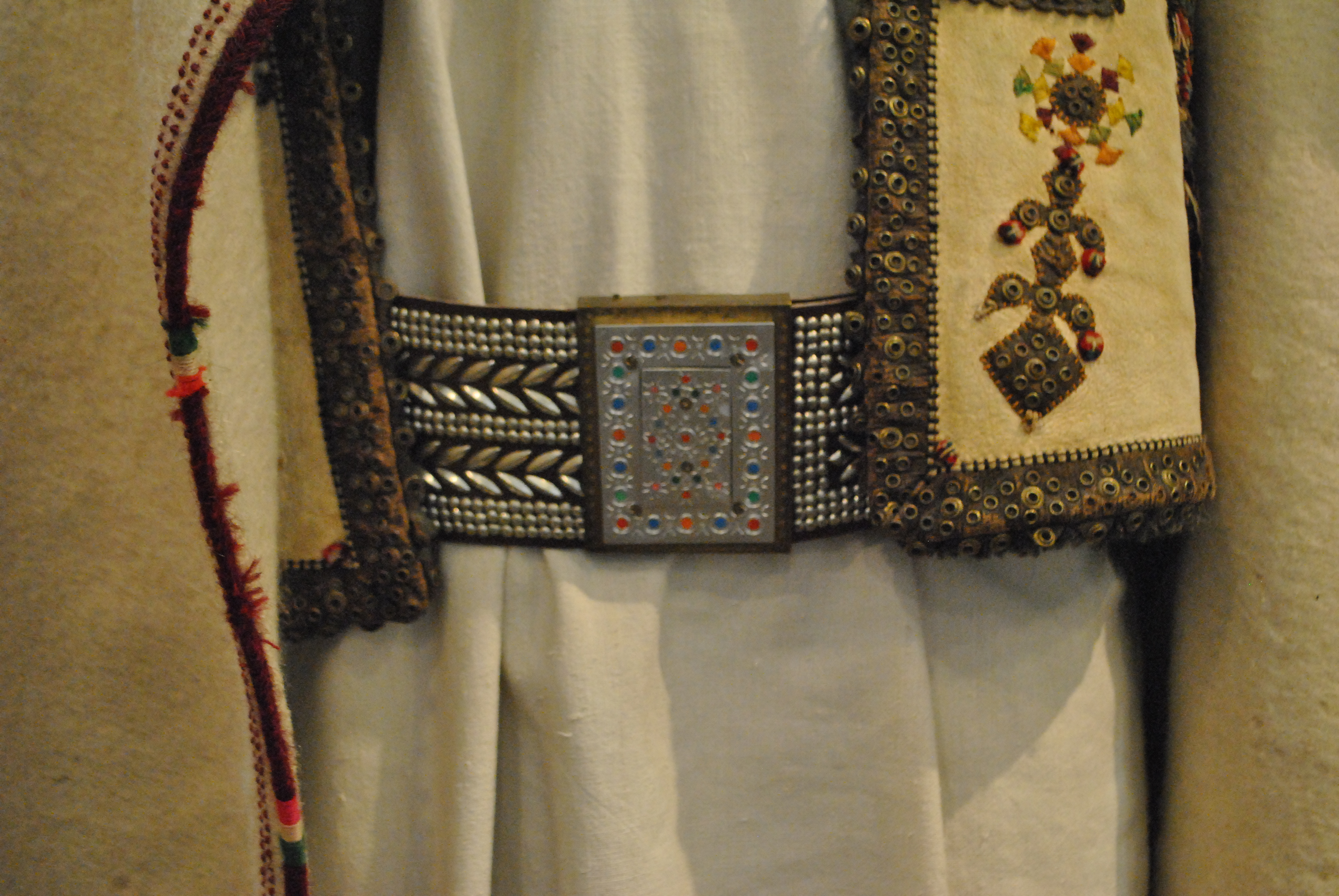
Strój męski ślubny z Kosmacza - detal, XX w.
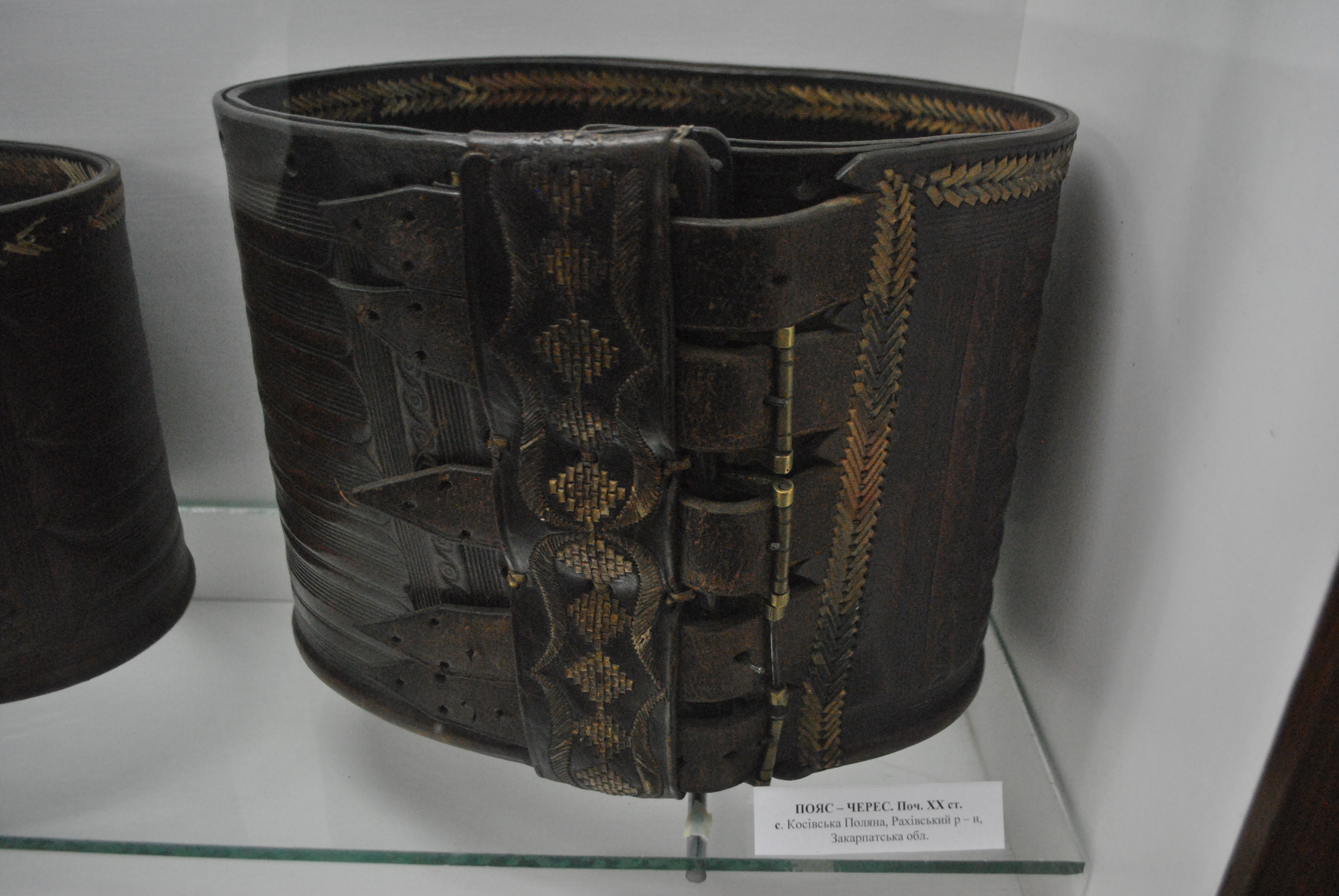
Pas, XX w.

## Strój kobiecy

### Nakrycie głowy
Najstarszym okryciem głowy kobiet zamężnych, znanym z literatury etnograficznej jest peremitka – rodzaj czepca, drapowany z lnianego zawoju. Składał się z długiego prostokątnego szala, zakończonego na dwóch końcach szlakiem haftu tkackiego. Rańtuch w odróżnieniu od peremitki wykonany był z tkanin kupnych. Na peremitkę  wiązano fabryczne, drukowane chusty wełniane. Sposób wiązania chust na głowie był różnoraki. Wywiązywanie chust z uszami polegał na drapowaniu rogów, tak  tworzyły rodzaj pomponów po bokach głowy. Inną metodą było wiązanie po „turecku”, które przypominało turban.

### Koszula
Archaiczne koszule – soroczki – posiadały krój przyramkowy, szyto je z lnianego płótna samodziałowego. Koszule były długie, najstarsze sięgały kostek, szyte z jednej długości i szerokości płótna. Istniały warianty koszul, które od połowy miały wszywane płótno innego gatunku i doszywane kliny, co ułatwiało poruszanie. Zdobienie odświętnych koszul na Huculszczyźnie było i nadal jest niezwykle bogate. Pierwotnie zdobiny występowały na stójce i oszewce, przodach, przyramkach i mankietach,  a także na dolnych krawędziach (koszula była widoczna spod zapaski). Najstarsze techniki hafciarskie to: stebnówki, ściegi liczone – krzyżykowy, warkoczykowy, sznureczek, „sośniwka”, węzełkowy. Kolorystyka haftów zależała od lokalnej mody. W okolicach Kosmacza dominowały kolory ciepłe: żółty, pomarańczowy, brązowy, a w okolicach Wierchowyny barwy zimne: niebieski, zielony, czarny. Od lat 80. XX wieku popularnością cieszy się haft koralikowy, który w okolicach Jaworowa i Sokoliwki pokrywa całą powierzchnię koszuli. Na wyhaftowanie koszuli zużywa się około 1 kg paciorków szklanych.

### Zapaski
Zakładane na długą koszulę. Zapaski dzielono na tylną i przednią. Zapaski noszone na przełomie XIX/XX wieku tkano z wełny na domowych warsztatach, splotem rządkowym. Wzór tkacki zapaski układał się w poziome prążki. Obszywano je wełnianym, uplecionym kolorowym warkoczykiem. Na początku XX wieku zaczęto wplatać w zapaski metalowe nici, uzyskując metalowy połysk. Współcześnie wykorzystuje się do tego lśniące foliowe taśmy. Zmiany w modzie powodowały, że zamieniano na nową przednią zapaskę, często pozostawiając tylną w starszym typie.

### Opinka
Oprócz zapasek w użyciu były również opinki – rodzaj spódnicy samodziałowej, wełnianej, tkanej na warsztacie splotem rządkowym. Opinkę owijano wokół bioder przytrzymując krajką.

### Krajkapóprużka
Tkane były na warsztatach domowych z wełny, o wzorach zgeometryzowanych; w kolorystyce z przewagą czerwieni. Krajki z początku XX wieku miały szerokość od 5 do 10 cm. Krajki służyły do podtrzymywania, okręcania zapasek i opinek.

### Skarpety
Dziergane na drutach z włóczki. Sięgały zazwyczaj do podudzia. Górny szlak ozdobiony był pasmem figur geometrycznych, po bokach doszywano pompony.

### Postoły
Wykonane ze skóry, z charakterystycznymi wygiętymi noskami. Z przodu zaszywane były zawinięciami ze skóry, po bokach zaś dziurkowane tak, by można było przepleść rzemień. Postoły zdobiono obiciami mosiężnymi. Obecnie często doszywa się do nich plastikowe cekiny.

### Biżuteria

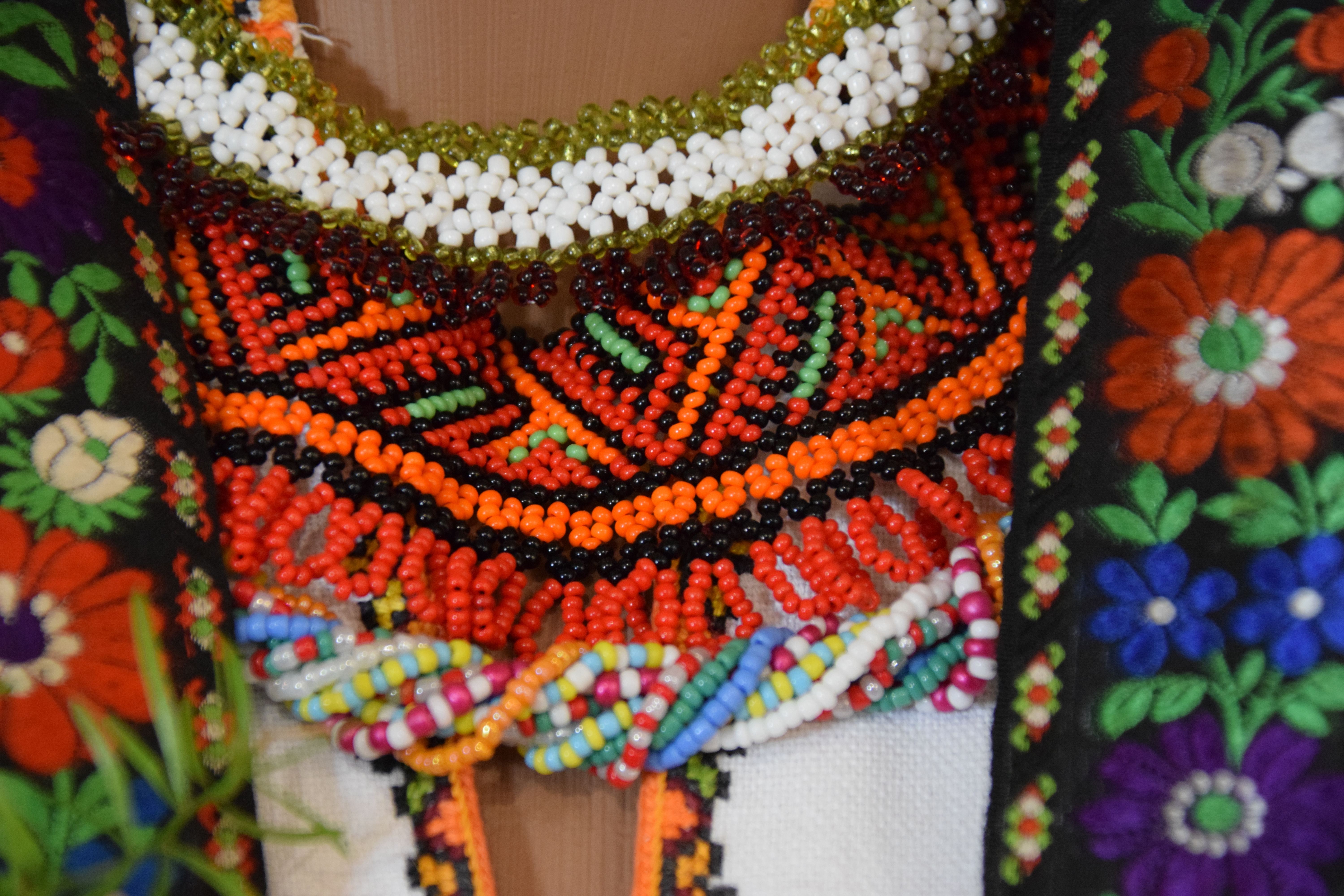
Biżuteria ze stroju ślubnego huculskiego

Na przełomie XIX i XX wieku kobiety do świątecznego stroju zakładały na szyję wiele ozdób. Archaiczną ozdobą o właściwościach magicznych był rodzaj naszyjnika z nawleczonych korpusów chrząszczy gatunku kruszczyca złotawka, tzw. ołeńky. Pancerze owadów konserwowano w parafinie i oleju lnianym.  Bardzo popularnym surowcem do wyrobu naszyjników były nasiona kłokoczki południowej. Oprócz korali prawdziwych, noszono paciorki ze szkła. Faworyzowano bordowe korale ze szkła z zatopionymi opiłkami złota lub tańsze malowane farbą, która imitowała ten kruszec. Typową biżuterią dla Huculszczyzny były archaiczne naszyjniki tzw. zgardy. Uzupełnienie powyższych naszyjników stanowiły (w zależności od techniki wykonania) krywulki, sylanki, gerdany, drobynki. Naszyjniki te wykonywano z drobnej sieczki szklanej lub małych koralików.

#### Galeria - obiekty z kolekcji Muzeum Huculszczyzny i Pokucia w Kołomyi

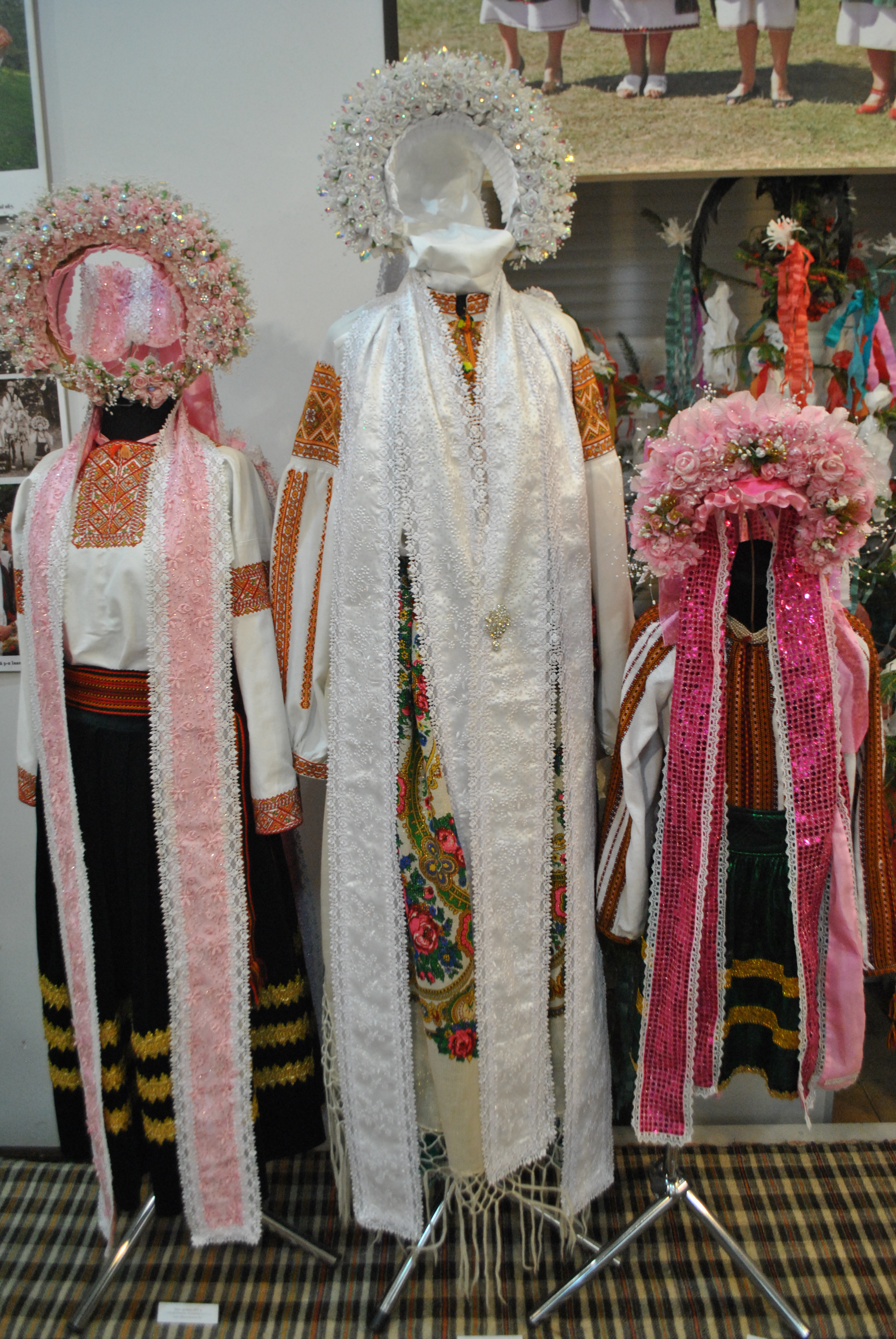
Stroje ślubne, 2017 r.
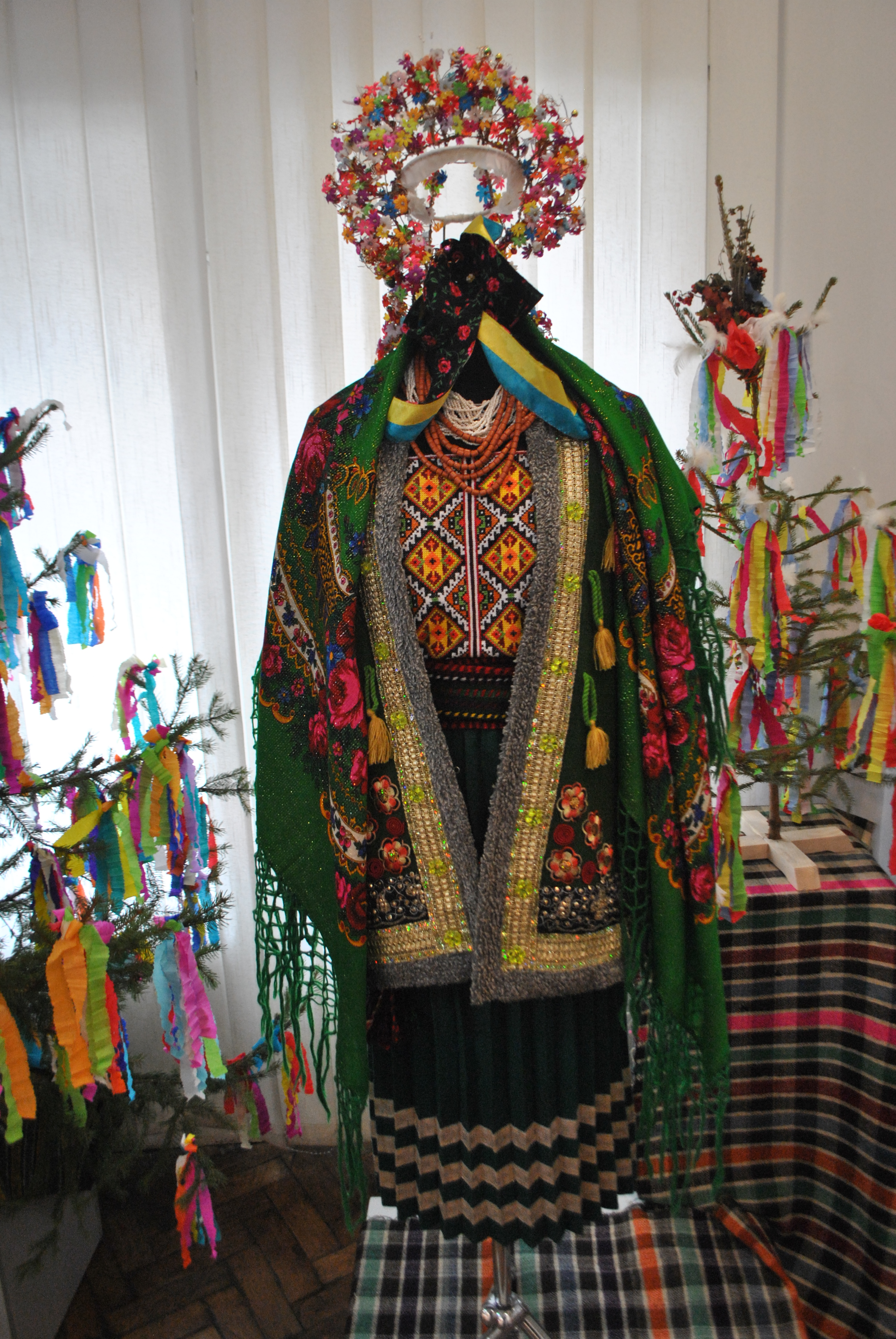
Ślubny strój kobiecy, 2017 r., rejon Pieczeniżyn
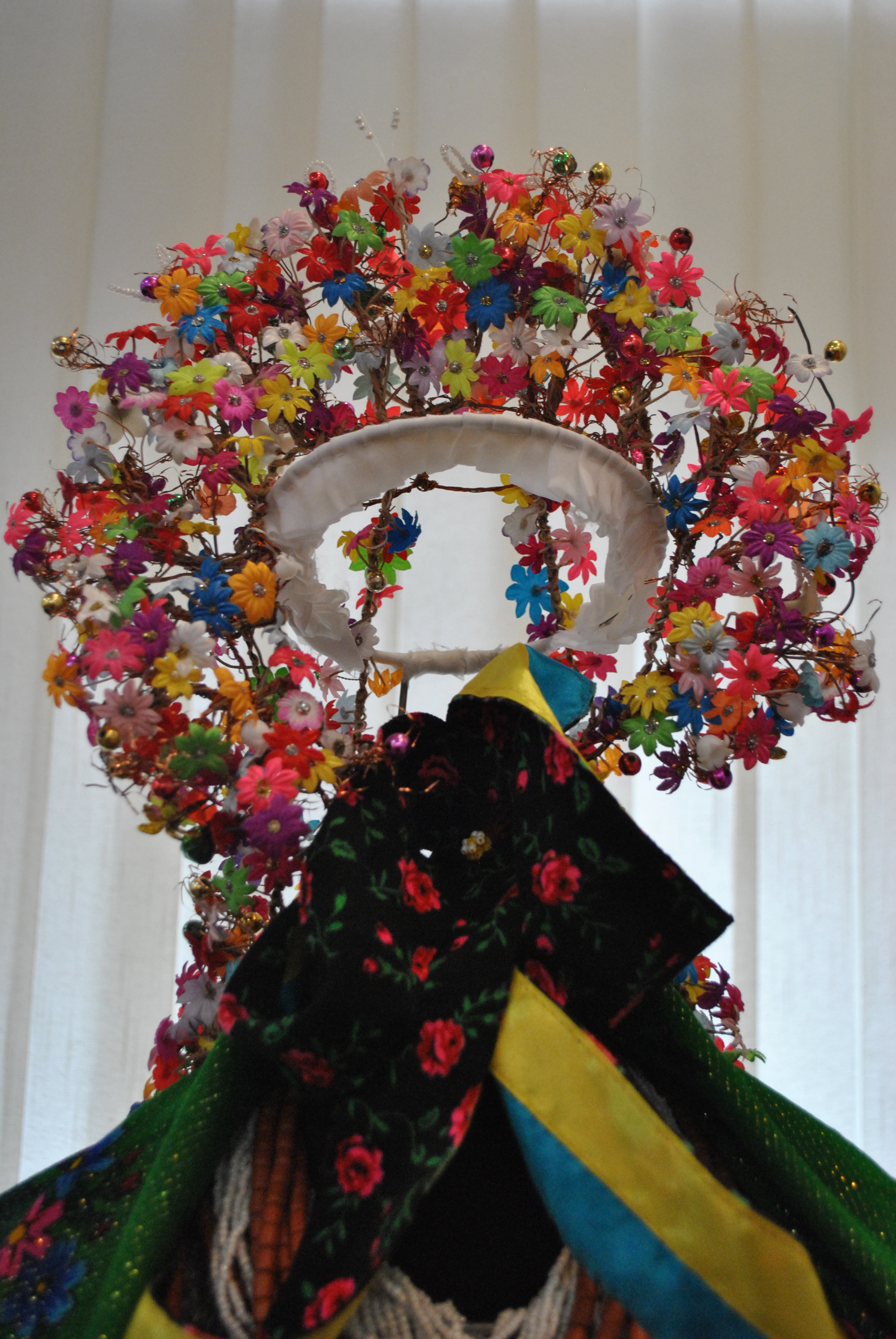
Korona weselna - ślubny strój kobiecy, 2017 r., rejon Pieczeniżyn
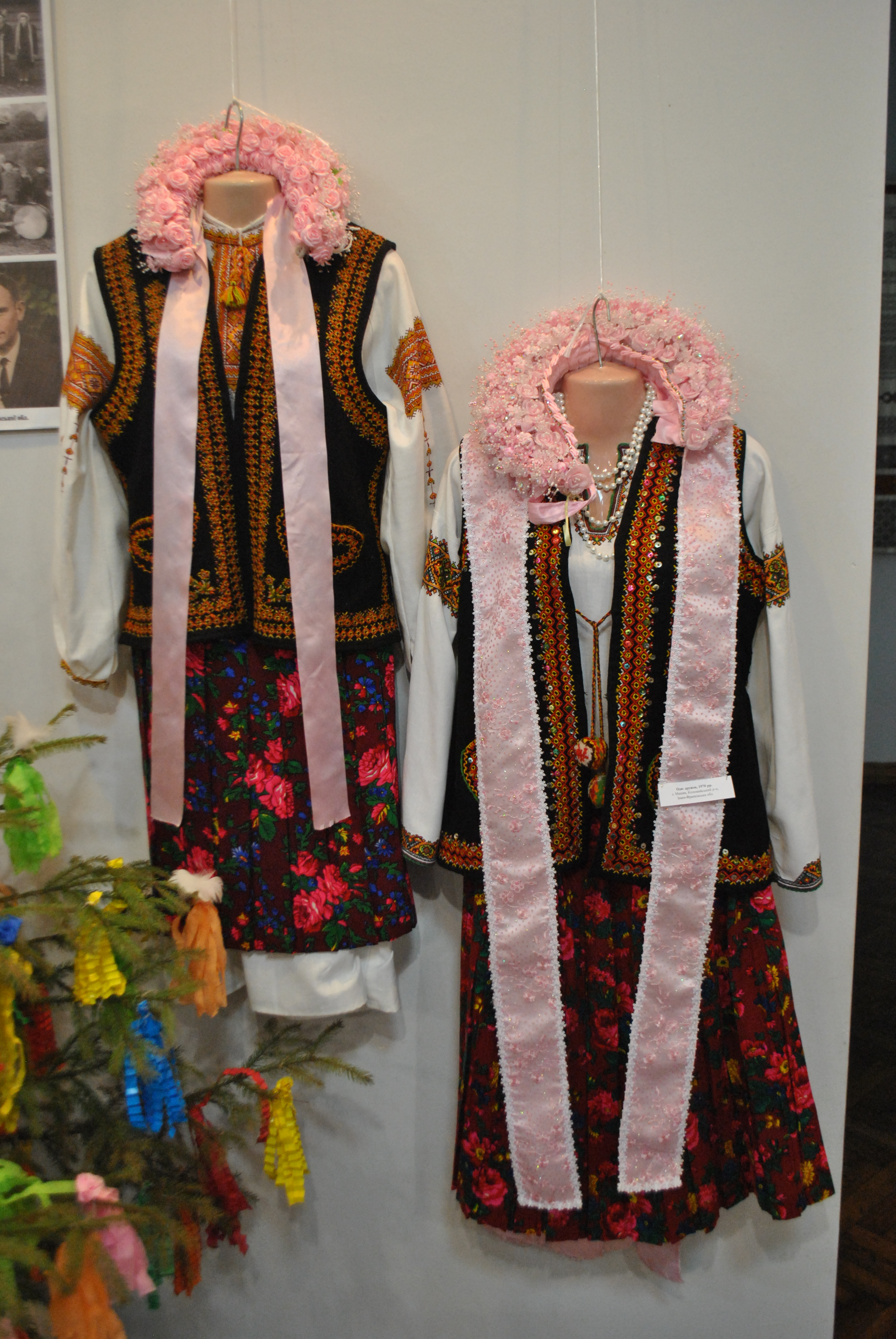
Stroje ślubne druhen panny młodej, 1960 r.
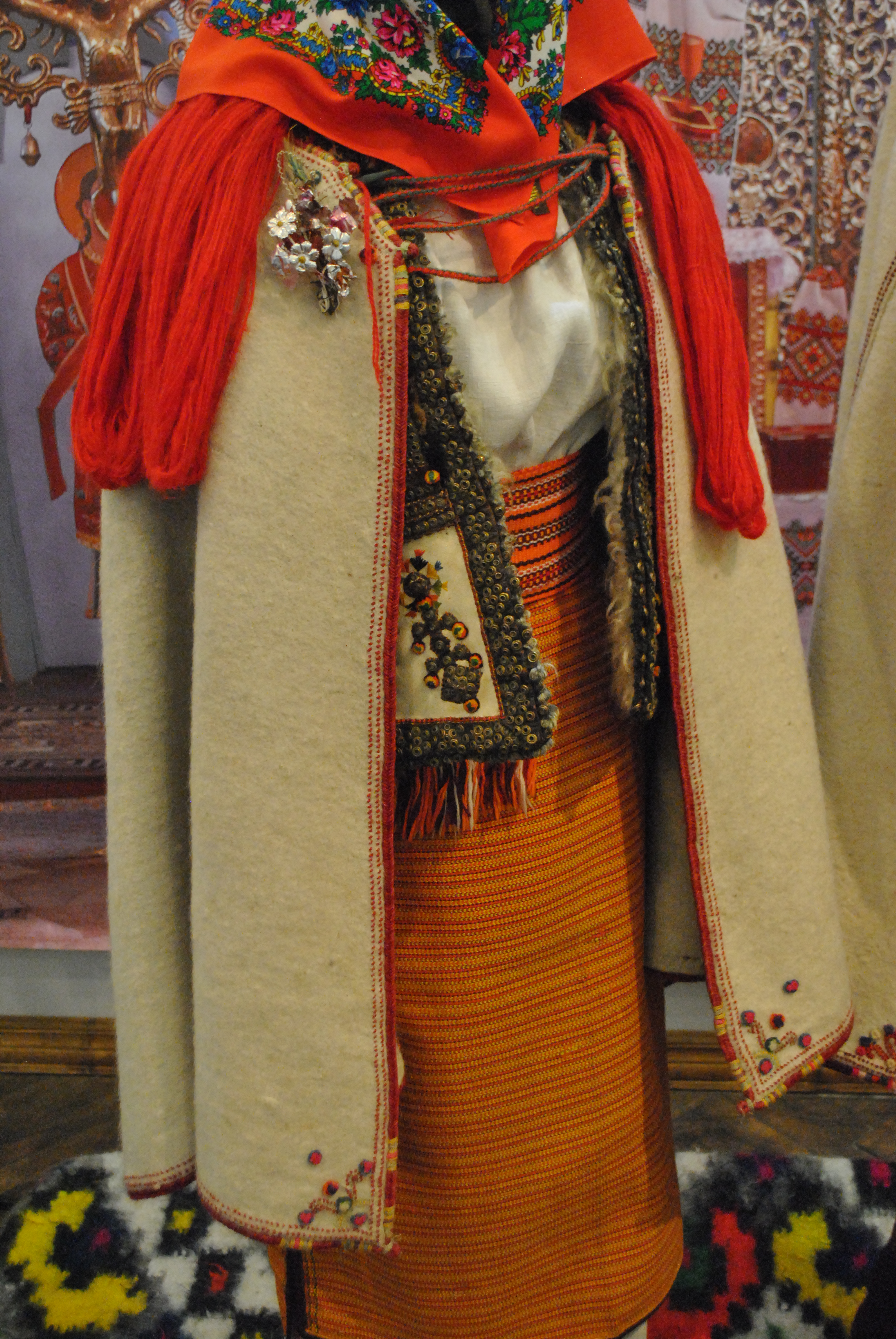
Strój z Kosmacza - XX w.